# Te amo (telenovela)
Te amo é uma telenovela mexicana, produzida pela Televisa e exibida pelo El Canal de las Estrellas entre 22 de outubro de 1984 e 12 de abril de 1985..
Foi protagonizada por Lourdes Munguía e José Roberto.

## Elenco
- Lourdes Munguía - Verónica.
- José Roberto - Fernando.
- Aarón Hernán - Matías.
- María Rubio - Consuelo.
- Norma Lazareno - Victoria.
- Porfirio Baz - Esteban.
- Beatriz Martínez - Regina.
- Marta Aura - Mercedes.
- Felipe Gil - Bernardo.
- Adalberto Menéndez - Carlos.
- Júlio Augurio - Cristóbal.
- Dolores Beristáin - Aída.
- Ricardo de León - Gabriel.
- Marisa De Lille - Susana.
- Elizabeth Dupeyrón.
- Sonia Esquivel - Gladys.
- Alberto Gavira - Castillo.
- Kokin Li - El Chale.
- Julio Monterde - Humberto.
- Morenita - Gloria.
- Elsie Méndez - Lucila.
- Mercedes Navarro - Leticia.
- Mercedes Olea - Julia.
- Patricia Renteria - Magda.
- Carmen Rodríguez de la Vega - Patricia.
- Nallely Saldivar - Claudia.
- Luz Elena Silva - María Elena.
- Alejandra Ávalos - Cecilia.